# Großlangheim
Großlangheim é um município da Alemanha, localizada no distrito de Kitzingen, no estado de Baviera.